# 工藤精一郎
工藤 精一郎（くどう せいいちろう、1922年4月25日 - 2008年7月9日）は、日本のロシア文学者、翻訳家。
本名は、工藤 精一（くどう せいいち）。
日本ロシア文学会会員。

## 経歴
福島県生まれ。福島中学（現福島県立福島高等学校）卒業。ハルピン学院卒業。日ソ文化交流機関講師、関西大学教授等を務めた。
数多くのロシア文学・ロシア語文献を翻訳した。

## 著作
単著
- 『ソ連の素顔』（東都書房） 1963
- 『ロシア文学裏ばなし 虫眼鏡で見た作家の周辺』（中公新書） 1990

翻訳
- 『鉄の流れ』（アー・セラフィモーヰッチ、新潮文庫） 1955
- 『四季』（ヴェーラ・パノーヴァ、大日本雄弁会講談社、ミリオン・ブックス） 1956
- 『セメント』（グラトコーフ、新潮文庫） 1956
- 『野獣とその女』（アルツイバーシェフ、山内書店） 1956
- 『北極の秘密』（オーブルチェフ、講談社、少年少女世界科学冒険全集） 1957
- 『雪原の女王』（レフ・カッシリ、新潮社） 1957
- 『可愛い女優』（イリーナ、新潮社） 1958
- 『風の中の少女』（H・アターロフ、三笠書房） 1958
- 『21世紀のレポート』（ミハイル・ワシリエフ, セルゲイ・グーシチェフ、新潮社） 1959
- 『海底五万マイル』（グリゴリー・アダモフ、講談社、少年少女世界科学名作全集） 1961
- 『パリ陥落』（イリヤ・エレンブルグ、新潮文庫） 1961
- 『罪と罰』（ドストエフスキー、新潮社、世界文学全集） 1961
  - 別版『ドストエフスキー全集』新潮社 1978／新潮文庫 上下 1987、改版 2010
- 『世界名作で学ぶ大脳生理学 条件反射のあたらしい学び方』（E・マルデルシュテイン、講談社、ブルーバックス） 1965、新版 1979
- 『初恋 / 父と子』（ツルゲーネフ、集英社、世界の名作） 1965／新潮文庫、改版 1998
- 『森はいきている』（マルシャーク、集英社） 1966
- 『春の水 / 不幸な女』（ツルゲーネフ、集英社、世界の名作） 1967
- 『死せる魂』（ゴーゴリ、旺文社文庫） 1967
- 『金髪のグーリヤ』（イリーナ、偕成社、少女ロマン・ブックス） 1968
- 『復活』（トルストイ、集英社、世界文学全集） 1968、新編 1979
- 『フリオ・フレニトの遍歴』（イリヤ・エレンブルグ、集英社） 1969
- 『猟人日記』（ツルゲーネフ、集英社、世界名作全集） 1969、のち新潮文庫
- 『未成年』上・下（ドストエフスキー、新潮文庫） 1969、改版 2008／別版「―全集」
- 『戦争と平和』（トルストイ、新潮社、新潮世界文学） 1970／新潮文庫（全4巻） 1972、改版 2006
- 『死の家の記録』（ドストエフスキー、新潮文庫） 1973、改版 2004／別版「―全集」
- 『アンナ・カレーニナ』（トルストイ、旺文社文庫 全3巻） 1973／集英社「世界文学全集」全2巻 1979
- 『星の切符』（アクショーノフ、中公文庫） 1973
- 『初恋』（ツルゲーネフ、集英社、ジュニア版世界の文学） 1974
- 『犯罪の大地 ソ連捜査検事の手記』（F・ニェズナンスキイ、中央公論社） 1984/中公文庫 1986
- 『赤い狼 KGB“T"機関の陰謀』（F・ニェズナンスキイ、中央公論社） 1985/中公文庫 1989
- 『鉄の女 サー・ロッカート、ゴーリキイ、H・G・ウェルズの愛人の生涯』（ニーナ・ベルベーロワ、中央公論社） 1987
- 『イワンのばか』（レフ・トルストイ、第三文明社、少年少女希望図書館） 1989
- 『皇帝ニコライ処刑 ロシア革命の真相』上・下（エドワード・ラジンスキー、日本放送出版協会） 1993
- 『ゴルバチョフ回想録』上・下（ミハイル・ゴルバチョフ、鈴木康雄共訳、新潮社） 1996
- 『赤いツァーリ スターリン、封印された生涯』（エドワード・ラジンスキー、日本放送出版協会） 1996
- 『憂国』（アレクサンドル・イワノヴィチ・レベジ、工藤正廣, 佐藤優, 黒岩幸子共訳、徳間書店） 1997